# Vävstuga
Vävstuga är ett begrepp som beskriver den verksamhet kring gemensam vävning som arrangeras utanför utbildningsinstitutionernas verksamheter, eller studieförbundens. Det behöver inte ha med en separat stuga eller hus att göra. Deltagarna organiserar sig själva, genom en förening eller nätverksmetoder. Offentlig och kyrklig verksamhet tillhandahåller ibland lokaler för vävstugeverksamhet. 
Arbetet organiseras efter sina lokala förutsättningar. Ibland delar flera personer på samma uppsättningar, ibland får var och en sätta upp sin egen väv utan inblandning av andras önskemål. Ibland finns någon ansvarig anställd för verksamheten som står för uppsättningarna, till exempel på serviceboende.
2011 gjordes, av Sveriges hemslöjdskonsulenter, en omfattande inventering av Sveriges vävstugor. Inventeringen visade att det då fanns 613 vävstugor med totalt 5 376 vävstolar. Sveriges vävstugor har totalt 9 344 medlemmar.
89 % av Sveriges vävstugor drivs och finansieras av ideella krafter. Lotterier, basarer, egen kontant insats eller försäljning gör det möjligt att bekosta lokaler och värme. Många anordnar även cirklar i samarbete med studieförbund. 11 % har viss finansiering av kommunala föreningsbidrag eller privata företag.